# Being Boiled
Being Boiled ist ein Song der englischen Synthie-Pop-Band Human League, der im Juni 1978 mit der B-Seite Circus of Death als deren erste Single erschien. Der Song gilt als Meilenstein der Popmusik, der den Übergang von der Punk-Ära zum New Wave einleitete.
Mit Being Boiled konnte der Sänger Philip Oakey neben seiner markanten Stimme seine Mitmusiker Ian Craig Marsh und Martyn Ware auch durch seine texterischen Fähigkeiten überzeugen. Trotz einer geringen und limitierten Auflage erzielte Being Boiled in kürzester Zeit die Aufmerksamkeit des New Musical Express und konnte die damals von Punkmusik dominierte Szene erobern.

## Entstehungsgeschichte
Nachdem The Future sich im September 1977 von Adi Newton getrennt hatten, kam Ware im November 1977 auf die Idee, Philip Oakey, einen ehemaligen Klassenkameraden und Krankenhauspförtner, als Sänger zu verpflichten. Marsh und Ware gaben ihm den Begleittrack zu Being Boiled, den sie auf einem Korg 700S (Melodie) und einem Roland System 100 (Rhythmus) mit einem kommerziellen Tonband in der Wohnung von Marsh aufgenommen hatten. Zwei Tage später kam Oakey mit einem Text zu Ware und Marsh, der von fernöstlicher Religion und dem Abschlachten von Seidenraupen handelte. Obwohl der Text vordergründig unsinnig war, gefiel The Future der Gesang Oakeys und sie nahmen ihn als Bandmitglied auf.
Dem neuen Mitglied Oakey gefiel der bisherige Bandname nicht, so dass sich die neue Formation in The Human League (nach einer Fraktion des Science-Fiction-Spiels Star Force) umbenannte. Paul Bower von der Band 2.3 mochte das Lied und gab Bob Last vom Independent-Label Fast Products in Edinburgh ein Demoband. Last gefiel das Demoband so gut, dass das Lied im Juni 1978 mit dem Slogan „Electronically Yours“ veröffentlicht wurde. Die ursprüngliche Single von Fast Products war eine Mono-Aufnahme. Bob Last wurde der Manager der Band.
Ihr erstes Konzert gaben The Human League im Salter Lane Art College in Sheffield. Es folgten Konzerte im Now Soc und dem Wall Street Pub. Da Marsh und Ware relativ statisch an ihren Synthesizern spielten, an der Stelle des Schlagzeugers nur ein Band mit dem Rhythmustrack lief und Oakey auf der Bühne nicht tanzte, gewann man Adrian Wright für die Bühnenshow. Wright projizierte Dias und Filme auf die Bühne und machte die Show damit optisch interessanter. Wright wurde vollwertiges Bandmitglied und bekam den Titel „Director of Visuals“. Das erste dieser visuell arrangierten Konzerte war im Limit in Sheffield. Obwohl die Single keine Chartplatzierung erreichte, wurden Siouxsie and the Banshees auf die Band aufmerksam und verpflichteten sie im Vorprogramm, was die Fangemeinde erweiterte und die Aufmerksamkeit der Musikpresse erregte.

## Weitere Versionen
Neben der Mitte 1978 von Fast Product veröffentlichten Mono-Version erschien im Frühjahr 1980 eine neu abgemischte Stereo-Version derselben Aufnahme bei EMI. Eine komplett neu aufgenommene Version im gleichen Jahr wurde auf der Holiday ’80 EP und dem Album Travelogue bei Virgin Records veröffentlicht. Diese Version wurde Ende 1981 wiederveröffentlicht, als The Human League (ohne Marsh und Ware und dafür mit Sulley, Catherall, Burden und Callis) mit dem Album Dare! und der Single Don’t You Want Me bereits kommerziell erfolgreich waren.

## Rezeption
John Lydon bewertete die Single für den New Musical Express und nannte die Formation „modische Hippies“. Paul Morley und David Bowie nannten sie „die Zukunft des Pop“. Dave Thompson von Allmusic urteilt über Being Boiled: „Absichtlich mühsam, teuflisch aufreibend, sind sie so schön wie graue Zementplatten sein können, und in etwa genauso bunt.“

## Chartplatzierungen
Erst nach einer Wiederveröffentlichung gegen Ende 1981 konnte sich Being Boiled erstmals Platz 6 der UK-Charts sichern. In Deutschland erreichte das Stück lediglich Platz 57. Nach einer erneuten Veröffentlichung 1986 stieg das Lied in Deutschland bis auf Platz sechs.
| ChartsChartplatzierungen     | Höchstplatzierung | Wochen |
| ---------------------------- | ----------------- | ------ |
| Deutschland (GfK)            | 6 (24 Wo.)        | 24     |
| Österreich (Ö3)              | 17 (6 Wo.)        | 6      |
| Vereinigtes Königreich (OCC) | 6 (9 Wo.)         | 9      |